# Grote koperuil
De grote koperuil (Diachrysia chryson) is een nachtvlinder uit de familie Noctuidae, de uilen.
De wetenschappelijke naam chryson komt van het Grieks khruson (goudschat) en verwijst naar de goud/koperkleurige tekening op de voorvleugels.

## Beschrijving
De voorvleugellengte bedraagt tussen de 20 en 24 millimeter. De imago heeft één opvallende metaalachtige glanzende in de buitenhoek aan de achterrand van de voorvleugel, en een oranje kop met karakteristieke kuif. Verwarring met de in onze omgeving veel algemenere koperuil is mogelijk, maar die heeft twee, meestal versmolten, koperen banden over de vleugel.

## Waardplant
De grote koperuil heeft koninginnenkruid als waardplant.

## Voorkomen
De soort komt verspreid voor over een groot deel van het Palearctisch gebied.

### Nederland en België
De grote koperuil is in Nederland en België een zeer zeldzame trekvlinder. De vlinder kent één jaarlijkse generatie die vliegt van juni tot augustus.